# Тулуб Олександр Олександрович

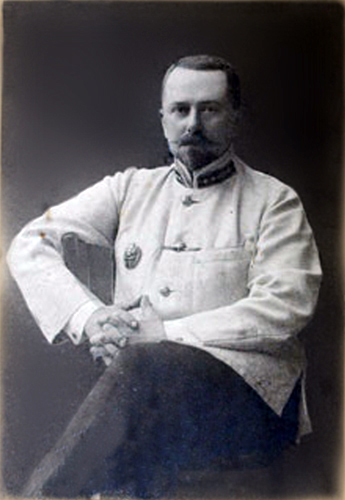
Олександр Тулуб

Олекса́ндр Олекса́ндрович Ту́луб (7 (19) жовтня 1866, Кам'янець-Подільський — після 1938) — український правник, історик.

## Біографічні відомості
Народився 1866 року в Кам'янці-Подільському. Його батько Олександр Данилович Тулуб у 1865—1872 роках працював інспектором Кам'янець-Подільської чоловічої гімназії.
1895 року закінчив юридичний факультет Київського університету.
Від 1895 року працював у міністерстві юстиції. Одночасно читав лекції з політичної економії, законодавства в комерційному училищі.
У 1916—1920 роках був мировим суддею шостої дільниці Київського повіту.
Від 1919 року — співробітник Постійної комісії для складання словника живої української мови, член-співробітник Постійної комісії для вивчення звичаєвого права.
Від 1923 року нештатний постійний співробітник Комісії для дослідів над громадськими течіями в Україні, нештатний постійний співробітник Комісії для складання Біографічного словника діячів України.
У 1928 році видав перший словник псевдонімів українських письменників
У 1929 році підготував до друку рукопис «Київ та його давня давнина у творах народних», але так і не був виданий за його життя. Книга була надрукована в 2011 році.

## Твори
- Тулуб О. Словник псевдонімів українських письменників: (матеріяли) / Олександр Тулуб ; Укр. акад. наук. — Київ: Друк. Укр. акад. наук, 1928. — 34 с.
- Тулуб О. О. Київ та його давня давнина у творах народних / О. О. Тулуб . — Київ: Унісерв, 2011 . — 241 с.